# Línea 149 (EMT Madrid)
La línea 149 de la EMT de Madrid une la estación de Tribunal con la plaza de Castilla. 

## Características
Esta línea da servicio a una pequeña parte del barrio de Justicia, pasa por el centro del distrito de Chamberí, recorre el entrono de AZCA hasta llegar al final de la calle Bravo Murillo, junto a la Plaza de Castilla, donde establece su cabecera. En su origen, esta línea formaba parte de la red de microbuses bajo el nombre de M10 "Callao-Plaza de Castilla" hasta que el 12 de octubre de 1989 cambió su denominación a 149 pasando a ser una línea regular dentro de la red diurna. Hasta marzo de 2009, la denominación de esta línea era "Red de San Luis - Plaza de Castilla". En esa fecha, esta línea limitó su recorrido hasta Tribunal por la peatonalización de la Calle Fuencarral.
En el año 2014 la línea 149 suspendió su servicio en domingos y festivos, fruto de una decisión del Consorcio de Transportes que afectó a 8 líneas de EMT Madrid. Esta decisión fue revertida en 2018, cuando todas las líneas recuperaron el servicio habitual. No obstante, los sábados y domingos la línea 149 es desviada a su paso por la Calle Fuencarral debido a las actividades que allí se realizan de forma periódica.

### Frecuencias
| Lunes a viernes laborables |               |
| De 6:00 a 9:00             | 12-19 minutos |
| De 9:00 a 16:00            | 11-13 minutos |
| De 16:00 a 21:00           | 9-12 minutos  |
| De 21:00 a 23:00           | 10-16 minutos |
| Sábados laborables         |               |
| De 6:00 a 23:00            | 17-22 minutos |
| Domingos y festivos        |               |
| De 7:00 a 10:00            | 18-29 minutos |
| De 10:00 a 23:00           | 18-26 minutos |

## Recorrido y paradas

### Sentido Plaza de Castilla
| Código | Parada                                 | Común con | Conexiones con Metro y Cercanías | Otros |
| ------ | -------------------------------------- | --------- | -------------------------------- | ----- |
| 4229   | TRIBUNAL (C/ Barceló)                  |           | Tribunal                         |       |
| 3374   | Fuencarral-Bilbao                      |           | Bilbao                           |       |
| 3376   | Fuencarral-Alburquerque                |           |                                  |       |
| 3378   | Quevedo                                |           | Quevedo                          |       |
| 1387   | Álvarez de Castro-Eloy Gonzalo         |           |                                  |       |
| 1395   | Glorieta Álvarez de Castro             |           |                                  |       |
| 5514   | Álvarez de Castro-José Abascal         |           |                                  |       |
| 1397   | Santa Engracia-Bretón de los Herreros  | 3 37      | Alonso Cano                      |       |
| 1398   | Metro Ríos Rosas                       | 3 37      | Ríos Rosas                       |       |
| 1399   | Santa Engracia-María de Guzmán         | 3 37 45   |                                  |       |
| 1420   | Cuatro Caminos                         | 3 45      | Cuatro Caminos                   |       |
| 2693   | Fernández Villaverde-Ponzano           | C1        |                                  |       |
| 3380   | Hernani                                | 5         |                                  |       |
| 1904   | Basílica                               | 5         |                                  |       |
| 1906   | Edgar Neville                          | 5         |                                  |       |
| 3381   | General Perón-Orense                   | 43        |                                  |       |
| 3382   | Joan Maragall-Pedro Teixeira           |           |                                  |       |
| 3383   | Joan Maragall-San Germán               |           |                                  |       |
| 3384   | Joan Maragall-Sor Ángela de la Cruz    |           |                                  |       |
| 3385   | Joan Maragall-Rosario Pino             |           |                                  |       |
| 4340   | Joan Maragall-INE                      |           |                                  |       |
| 1531   | PLAZA CASTILLA (C/ Bravo Murillo, 384) | 49 66 124 | Plaza de Castilla                |       |

### Sentido Tribunal
| Código | Parada                                 | Común con | Conexiones con Metro y Cercanías | Otros |
| ------ | -------------------------------------- | --------- | -------------------------------- | ----- |
| 1531   | PLAZA CASTILLA (C/ Bravo Murillo, 384) | 49 66 124 | Plaza de Castilla                |       |
| 4615   | Castellana-Rosario Pino                |           |                                  |       |
| 3387   | Joan Maragall-Rosario Pino             |           |                                  |       |
| 3388   | Orense-Sor Ángela de la Cruz           |           |                                  |       |
| 1911   | Orense-San Germán                      | 5         |                                  |       |
| 1908   | Palacio de Congresos                   | 5         |                                  |       |
| 1907   | Orense-General Perón                   | 5         |                                  |       |
| 1905   | Basílica                               | 5         |                                  |       |
| 1903   | Nuevos Ministerios                     | 5         | Nuevos Ministerios               |       |
| 2694   | Fernández Villaverde-Aviador Zorita    | C2        |                                  |       |
| 5449   | Fernández Villaverde-Maudes            | C2        |                                  |       |
| 4494   | Cuatro Caminos                         |           | Cuatro Caminos                   |       |
| 1419   | Cuatro Caminos                         | 3 45      |                                  |       |
| 1382   | Bravo Murillo-Cristóbal Bordiú         | 3 37      |                                  |       |
| 4496   | Juan Zorrilla                          | 3 37      |                                  |       |
| 1383   | Canal                                  | 37        | Canal                            |       |
| 1384   | Bravo Murillo-Donoso Cortés            | 37        |                                  |       |
| 3389   | Bravo Murillo-Quevedo                  | 37        | Quevedo                          |       |
| 3379   | Quevedo                                | 3 37      | Quevedo                          |       |
| 3377   | Fuencarral-Alburquerque                | 3 37      |                                  |       |
| 3375   | Fuencarral-Bilbao                      | 3 37      |                                  |       |
| 3373   | Bilbao                                 | 40        | Bilbao                           |       |
| 4229   | TRIBUNAL (C/ Barceló)                  |           | Tribunal                         |       |

## Galería de imágenes

Mapa zonal de la estación de metro de Tribunal con los recorridos de las líneas de autobuses, entre las que aparece el 149.
Mapa zonal de la estación de Ríos Rosas con los accesos al Metro y Cercanías y los recorridos de los autobuses de la EMT que pasan por ella, entre los que se encuentra la línea 149.